# Embarcações tradicionais
As embarcações tradicionais, algumas vezes chamadas barcos tipícos, são as embarcações que se foram desenvolvido localmente, adaptadas às condições particulares de uma região ou tarefa.
Geralmente construídas localmente, recorrendo aos meios e materiais existentes, tornaram-se parte integrante das economais locais e das culturas regionais.
Actualmente, um pouco por todo o mundo, veem reconhecida a sua importância cultural, e são alvo de recuperação e reutilização em novas actividades.
Uma das vertentes mais visíveis deste movimento de recuperação das embarcações tradicionais são os festiveis náuticos a elas decidados, tais como o de Brest ou Douarnenez, em França.